# Hôtel Ferraris
L'hôtel Ferraris est un hôtel particulier historique de la ville de Nancy, situé 29 rue du Haut-Bourgeois. C'est un bâtiment de style classique construit au début du XVIIIe siècle par Germain Boffrand. C'est actuellement le siège de l'Inventaire des monuments historiques de la DRAC de Lorraine.
La fontaine de Neptune dans la cour fait l’objet d’un classement au titre des monuments historiques depuis le 6 avril 1927.
L'ensemble de l'hôtel particulier fait l’objet d’un classement au titre des monuments historiques depuis le 3 avril 2008.

## Les origines de la famille Ferraris
La famille de Ferraris, originaire de Lombardie, au Nord de l'Italie, est entrée au service du duc Charles V de Lorraine (1675-1690). 
Le fils du duc Charles V, Léopold Ier, rentré dans ses États lorrains en 1698, introduit Louis de Ferraris (1685-1733), chambellan de l'empereur d'Autriche, grand chambellan et conseiller d'État de l'électeur de Trêves. Son mariage en 1715 avec Anne-Thérèse de Fontette, demoiselle d'honneur de la duchesse de Lorraine, lui confère une légitimité dans la noblesse locale. Les armes de la famille de Saint-Rémy de Fontette (d'argent à une fasce d'azur chargée de trois fleurs de lys d'or, rappelant qu'Henri de Saint-Rémi est un fils du roi Henri II) sont évoquées par les fleurs de lys dont est marquée la demeure nancéienne. Les armes de Ferraris sont : coupé, au 1. d'or au lion naissant d'azur, mouvant du coupé ; au 2. fascé de gueules et d'or.
Il semble avoir fait construire cet hôtel particulier à partir de 1717. Une plaque de cheminée datée 1722 (conservée au Musée lorrain de Nancy) indique vraisemblablement la date d'installation de la famille Ferraris, rue du Haut-Bourgeois. Louis de Ferraris meurt en 1733 et son épouse en 1754, la famille quitte alors l'hôtel qui porte son nom. L'un des fils, Joseph de Ferraris, devient un important cartographe aux Pays-Bas autrichiens.

## Une architecture de Germain Boffrand

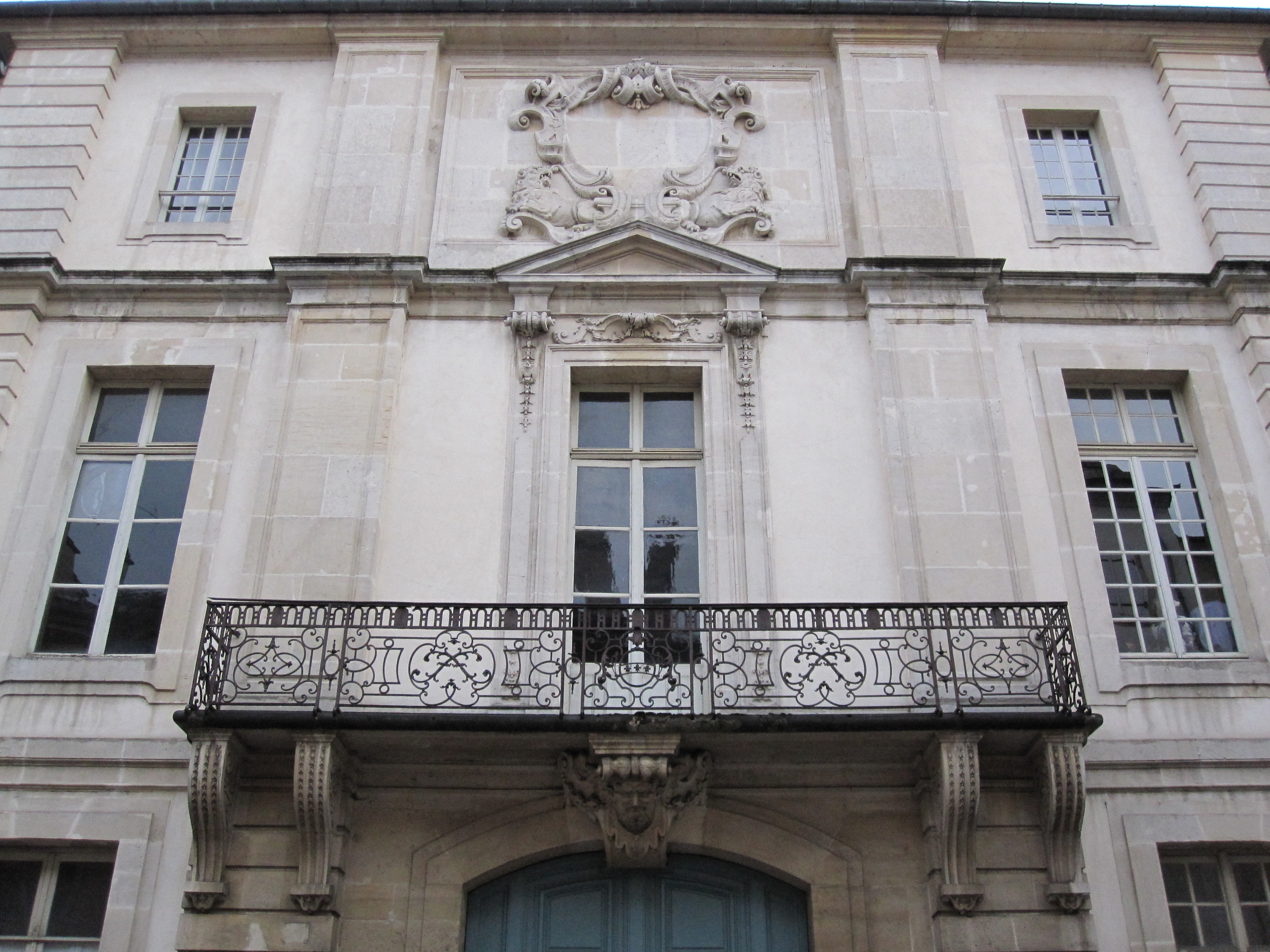
Balcon.

Cet ensemble a été construit par Germain Boffrand. L'architecte se manifeste dans son aptitude à utiliser un espace ingrat (un trapèze), en sauvegardant une symétrie de façades sur cour qui masquent des disparités importantes entre les quatre corps couverts de hauts toits d'ardoise. En fait, la cour rectangulaire fait saillie sur la rue du Petit-Bourgeois. Le corps de passage, qui assure la liaison entre les deux ailes, est en encorbellement sur une trompe dont la stéréotomie témoigne d'un savoir-faire indéniable.
Dans la façade principale ordonnancée, les trois travées centrales s'ouvrent dans un avant-corps plus large et plus élevé que les parties latérales, conférant à l'ensemble un réel équilibre encore renforcé par l'emploi de larges chaînes d'angles à bossages et de cordons soulignant les niveaux.
Le décor de la travée centrale comprend, au premier niveau, une clef à tête d'homme barbu grimaçant (mascaron), au deuxième niveau, un décor feuillagé associé au fronton de la porte-fenêtre. Celle-ci s'ouvre sur un large balcon à garde-corps en fer forgé portant les chiffres des Ferraris-Fontette.
Au troisième niveau, un vaste cartouche sculpté encadré de lions rampant et délimité par des cuirs portait primitivement les armoiries des deux familles.

## La cour intérieure

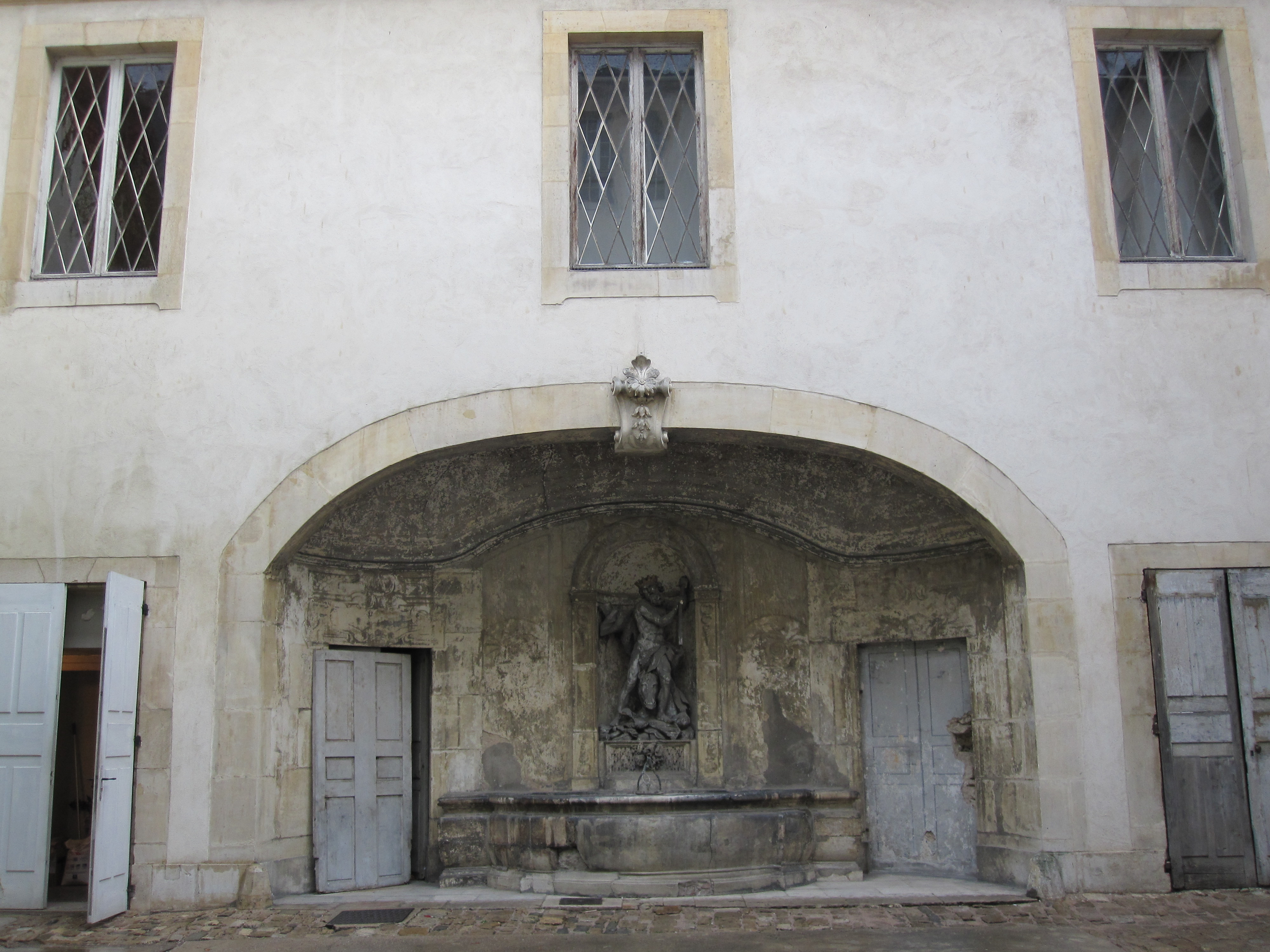
Fontaine de Neptune.

Le grand porche timbré par un mascaron représentant Saturne d'une grande qualité d'exécution donne accès à la demeure et s'ouvre sur une grande cour intérieure.
La fontaine de Neptune, située dans l'axe du corps principal, orne la cour dont elle constitue un décor « de fond de scène ». Elle était autrefois dotée de deux groupes sculptés représentant des amours et des dauphins, qui ont disparu après la Première Guerre mondiale.
On peut voir encore les vestiges d'un décor peint : il s'agit d'un motif de fausse grotte avec la représentation de congrégations et de coquillages. Il évoque l'ambiance des nymphées. Si l'auteur des peintures n'est pas connu, l'hypothèse la plus vraisemblable est d'attribuer ce trompe-l'œil à l'atelier Giacomo Barilli qui a réalisé le sous plafond de l'escalier.

## L'escalier à l'italienne

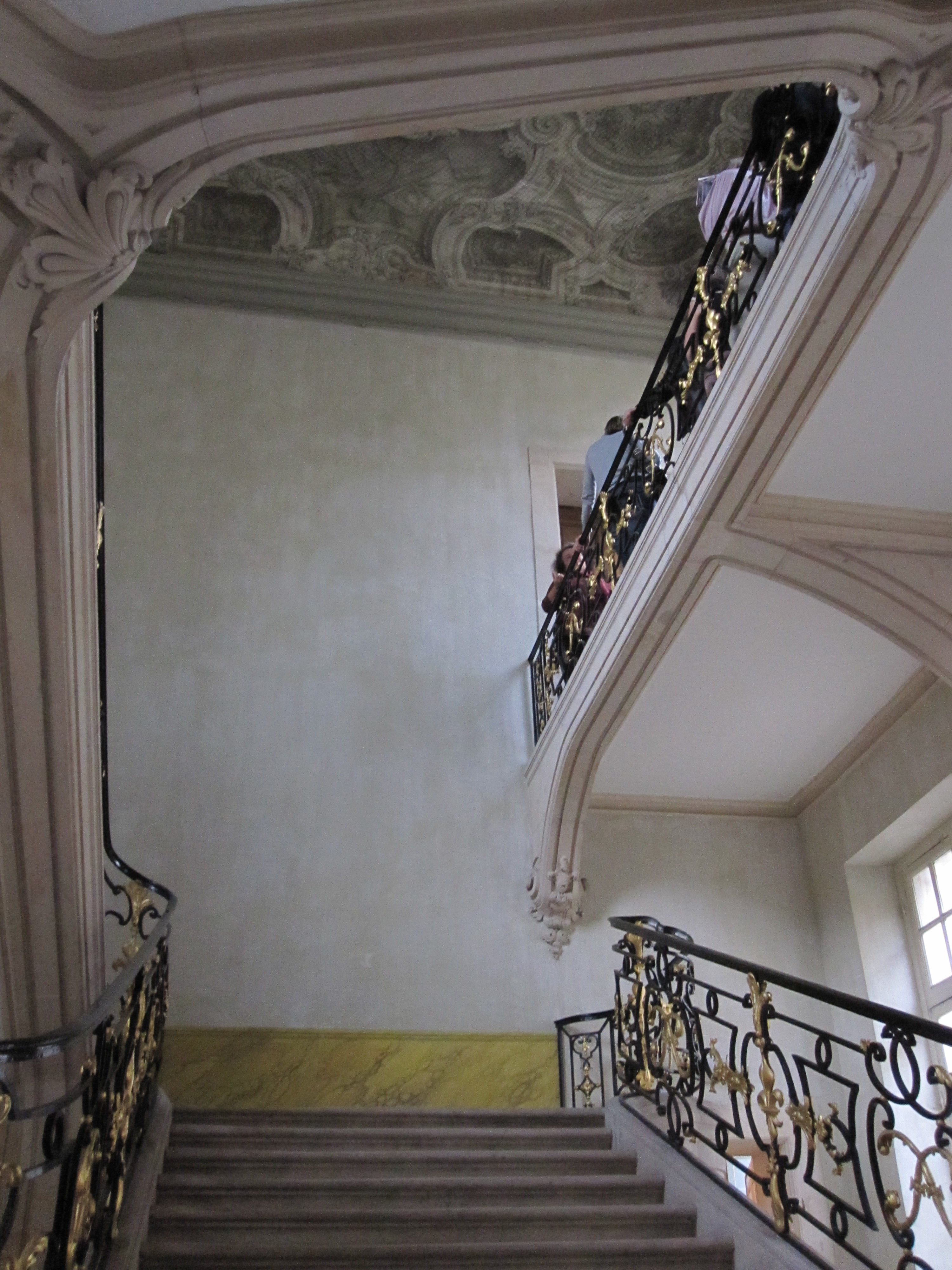
Escalier à l'italienne.

Sous le porche une grande porte vitrée s'ouvre à droite sur l'imposant volume de l'escalier. Cet un exceptionnel escalier à l'italienne à trois volées tournant à gauche. Le départ est enroulé à partir d'un montant rond, il est orné d'arabesques ou se déploient des fleurs de lys et des rinceaux à décor de feuilles. Dans le premier montant de droite, il est orné du chiffre des propriétaires Ferraris-Fontette.
Le dessin classique de la rampe d'escalier est dans la pure tradition des œuvres décrites par Louis Fordrin, serrurier des bâtiments du roi Louis XIV.
Cette rampe d'escalier par ses caractéristiques rappelle le style du serrurier Jean Lamour, mais compte tenu de la date de réalisation de l'ouvrage, il semble peu probable qu'il en soit l'auteur.
Au premier étage, le palier est soutenu par des arcs diaphragmes à décor feuillagé.
Une des grandes originalités de l'escalier réside dans le décor en trompe-l'œil de la loggia qui assure la liaison entre les pièces de part et d'autre de la cage d'escalier au second étage. Le décor en trompe-l'œil, ainsi que le plafond peint, sont attribués au peintre italien Giacomo Barilli, mort en 1723, élève de Francesco Galli da Bibiena (1659-1739) à qui l'on devait, quelques années plus tôt, le décor de l'opéra de Nancy. Le dessous de la galerie à balustrade de bois, est peint en trompe-l'œil à la grisaille. Ce trompe-l'œil simule des caissons à décor de feuilles stylisées associées à des coquilles.
Dans le grand axe, deux cartouches opposées portent, l'un des trophées, l'autre des instruments de musique. Ce décor d'inspiration baroque répond à la découpe du jour faite de courbes et de contre-courbes qui s'ouvrent sur la perspective du plafond peint de nuées peuplées d'oiseaux et de têtes joufflues d'enfants. Sous l'Empire, le plafond est doté d'un aigle de tôle peinte dont la tête suit les indications de la girouette du toit de l'immeuble propriété de la famille de Vioménil.

## Le décor intérieur
L'intérêt du décor intérieur et des distributions de l'hôtel Ferraris réside dans la cohabitation entre deux programmes décoratifs. Réalisés, à près d'un siècle d'écart, ils sont aujourd'hui encore une illustration de l'évolution du goût.
- L'aile droite : Un exemple des principes de Germain Boffrand.

Selon la pratique parisienne, chaque pièce est dotée de lambris d'appui (haut de 80 cm sur 3 murs) et de hauteur (toute la hauteur du mur exposé au froid) en un parti innovant en Lorraine où l'on avait plutôt l'habitude de couvrir entièrement les murs de boiseries. En application du principe de la hiérarchisation des salles, le visiteur entre d'abord dans une antichambre (cabinet vert, aujourd'hui centre de documentation du patrimoine) au plafond dépourvu de décor mais souligné par un adoucissement (élément arrondi entre le mur et le plafond) vigoureusement mouluré, puis pénètre dans une pièce pourvue de trophées militaires mi-antiques, mi-orientaux.
- L'aile gauche : Un exemple de la production de Joseph Beunat.

Si les lambris ont conservé leurs dispositions d'origine, les portes et les adoucissements sont entièrement repris par l'ornemaniste Joseph Beunat (manufacture à Sarrebourg de 1805 à 1824, puis à Strasbourg, enfin à Paris). Fortement influencé par l'Antiquité classique, il dessine de nombreux modèles de génies ailés porteurs de couronnes de lauriers ou de trompettes. Ces motifs étaient réalisés en stuc moulé, peint ou doré.